# Corinna andina
Corinna andina är en spindelart som först beskrevs av Simon 1898.  Corinna andina ingår i släktet Corinna och familjen flinkspindlar.
Artens utbredningsområde är Ecuador. Inga underarter finns listade i Catalogue of Life.